# Only Time Will Tell
Only Time Will Tell is een nummer van de Britse band Asia uit 1982. Het is de derde single van hun titelloze debuutalbum.
Het nummer is een rockballad die gaat over een man en een vrouw die gaan scheiden. Het haalde de 54e positie in het Verenigd Koninkrijk. Ondanks dat het nummer in het Nederlandse taalgebied geen hitlijsten wist te bereiken, geniet het er wel bekendheid.